# Memoria compartida
En informática, la memoria compartida es aquel tipo de memoria que puede ser accedida por múltiples programas, ya sea para comunicarse entre ellos o para evitar copias redundantes. La memoria compartida es un modo eficaz de pasar datos entre aplicaciones. Dependiendo del contexto, los programas pueden ejecutarse en un mismo procesador o en procesadores separados. La memoria usada entre dos hilos de ejecución dentro de un mismo programa se conoce también como memoria compartida.

## Software
En el software, memoria compartida puede referirse a:
- Un método de comunicación entre procesos, por ejemplo: el intercambio de datos entre dos programas ejecutándose al mismo tiempo. Uno de los procesos creará un área en RAM a la que el otro pueda acceder, o
- Un método para conservar espacio en la memoria, usando mapeos virtuales o bien soporte explícito del programa en cuestión, dirigiendo los accesos a una sola instancia de datos que normalmente serían duplicados. Comúnmente destinado para bibliotecas de enlace dinámico dinámicas y el espacio de usuario (XIP, "execute in place”).

Dado que ambos procesos pueden acceder al área de memoria compartida como memoria de trabajo regular, esta es una forma de comunicación veloz  (al contrario de otros mecanismos de comunicación entre procesos como tuberías nombradas, socket de dominio UNIX o CORBA. En cambio, este sistema es menos potente, si, por ejemplo, los procesos que se comunican deben ejecutarse en la misma máquina (en cuanto a otros métodos de comunicación entre procesos, solo los sockets del Internet Domain (no los sockets de UNIX), pueden usar una red de computadoras). Esto se debe a que se requiere mayor atención y cuidado si los procesos que comparten memoria corren en CPUs separadas y la arquitectura subyacente no soporta coherencia de caché.
La comunicación entre procesos por memoria compartida se usa en UNIX, para transferir imágenes entre una aplicación y un XServer, o en la biblioteca COM de Windows dentro del objeto IStream devuelto por la función CoMarshalInterThreadInterfaceInStream.
Las bibliotecas de enlace dinámico se copian una sola vez en la memoria y son "mapeadas" para múltiples procesos. Sólo las páginas que estén personalizadas se duplican, normalmente con un mecanismo conocido como copy-on-write que de manera transparente copia la página cuando se intenta escribir en ésta, y después permite que la escritura se realice en la copia privada.

## Hardware
Se refiere a la situación dónde cada nodo (computadora) comparte sus tablas de páginas, su memoria virtual y todo lo que habita en la memoria RAM con otros nodos en la misma red de interconexión. Un ejemplo de memoria compartida es DSM.
En otras palabras, una computadora convencional tiene una memoria RAM y un CPU (entre otras partes de hardware), las cuales están comunicadas de manera local. Cuando se habla de multicomputadoras es necesario entenderlas como un conjunto de máquinas convencionales trabajando coordinadamente con el objetivo de compartir recursos de software y hardware para tareas muy específicas, como por ejemplo la investigación. El hecho de que cada CPU sólo pueda acceder a la RAM local no beneficia mucho y agrega complejidad a los programadores de multicomputadoras, con la compartición de memoria se mitiga esta complejidad ya que todas las CPUs pueden acceder a la misma RAM.

## Soporte en otras plataformas
En Windows se puede usar la función CreateSharedMemory para crear memoria compartida o CreateFileMapping y MapViewOfFile como alternativa.
Algunas bibliotecas para C++ proporcionan acceso portable y orientado a objetos de la memoria compartida. Por ejemplo, Boost incluye Boost.Interprocess y Qt proporciona QSharedMemory.
Además de C/C++ hay otros lenguajes con soporte nativo para memoria compartida. Por ejemplo PHP provee un API para crear memoria compartida similar a las funciones POSIX.